# Општина Ормениш (Брашов)
Ормениш (рум. Ormeniş) општина је у Румунији у округу Брашов.
Oпштина се налази на надморској висини од 470 m.